# Viktor Sadovnitchi
Viktor Sadovnitchi, né 3 avril 1939 à Krasnopavlovka, est un mathématicien russe, recteur de l'université d'État de Moscou Lomonossov, membre de l'Académie des sciences de Russie.

## Biographie
Viktor Sadovnitchi est né dans une famille paysanne à Krasnopavlivka, dans la région de Kharkov. Il a travaillé comme mineur à la mine de Gorlovka puis a fait ses études à la faculté de mécanique et mathématiques de l'université d'État de Moscou (1958-1963). 
Professeur de l'université d’État de Moscou (1975), il devient en 1982 chef du département d'analyse mathématique à la Faculté de mécanique et mathématiques de l'université d’État de Moscou.
Vice-recteur (1982-1992), puis recteur de l'université d'État de Moscou (à partir de 1992),, membre de l'Académie des sciences de Russie (1997), président de l'Union russe des recteurs d'université (1994), il est l'initiateur du Festival de la science en Russie.